# Wilrijkse Plein

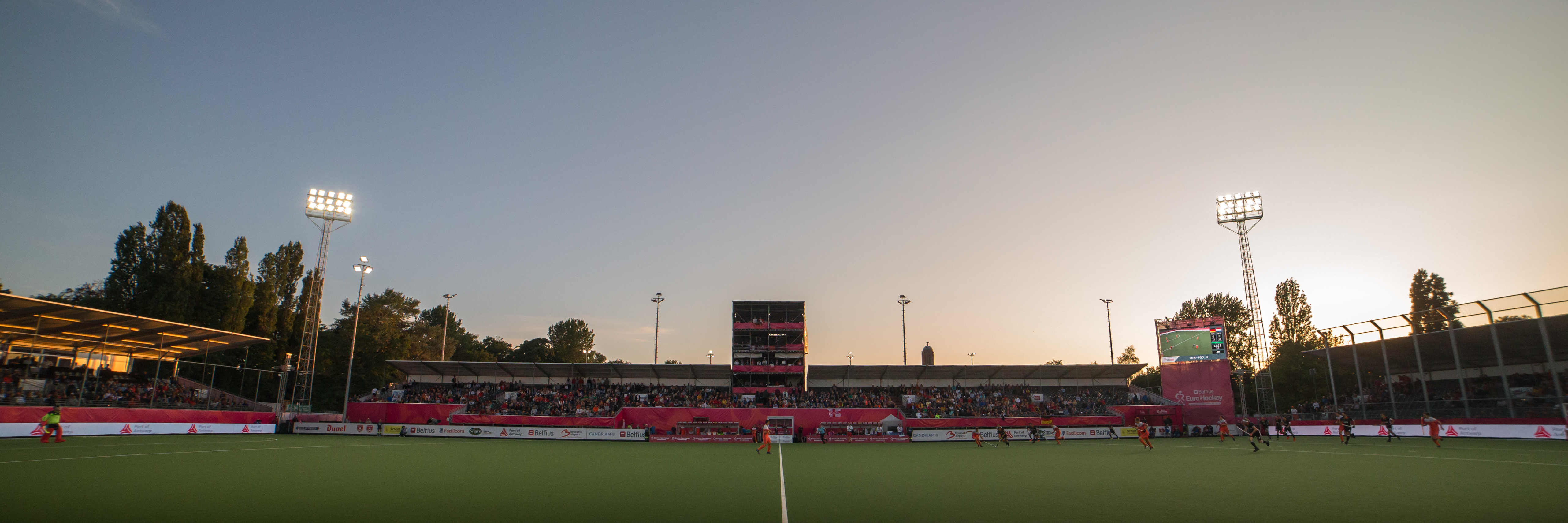
Championnat d'Europe de hockey sur gazon 2019 à Anvers en Belgique

La Wilrijkse Plein est un stade multifonction à Anvers en Belgique. Il est actuellement principalement utilisé pour les matchs de hockey sur gazon et les matchs organisés pour les Euros masculin et féminin. Le stade accueille plus ou moins 7 000 personnes.
Son emplacement est Vogelzanglaan 6 à Wilrijk dans la province d'Anvers.
C'est en 2013 que le stade est construit.
Le 24 juin 2021, le Centre d'Excellence a été inauguré officiellement par la VHL (Vlaamse Hockey Liga) en collaboration avec Sport Vlaanderen et la ville d'Anvers.
Dans le passé, le stade a accueilli les tournois majeurs suivants:
- Les Euros masculin et féminin en 2019[4]